# Gülkız Tulay
Gülkız Tulay (Sivas, 1962) és la presidenta de la Federació d'Escacs de Turquia des del 2012. És la primera dona a qui es confia aquesta responsabilitat. També és una de les dues dones turques presidentes de federacions actualment. L'altra és Nur Ala Aliş, presidenta de la Federació de Caça i Tir olímpic. El seu interès pels escacs començà quan el seu fill Berkay Tulay va ser campió de Turquia en la categoria dels nens de 8 a 10 anys el 1998. Gülkız Tulay ha estat membre del consell d'administració de la Federació entre 2004 i 2008 i sotspresidenta entre 2008 i 2012. Tulay afirma que durant la seva presidència el nombre de jugadors d'escacs a Turquia ha superat el nombre de jugadors de futbol, de 30.000 el 2005 a 640.000 el 2015. Tulay també explica que es fa discriminació positiva a les jugadores. La seva filla Seray Tulay també és una jugadora d'escacs. Les dues germans són integrants de les seleccions turques d'escacs.